# 741.
◄ | 7. stoljeće | 8. stoljeće | 9. stoljeće | ►
◄ | 710-ih | 720-ih | 730-ih | 740-ih | 750-ih | 760-ih | 770-ih | ►
◄◄ | ◄ | 738. | 739. | 740. | 741. | 742. | 743. | 744. | ► | ►►
Astronomija • Književnost • Kršćanstvo • Pravo • Promet

## Smrti
- 18. lipnja – Leon III. Izaurijski, bizantski car
- 28. studenog – Grgur III., papa

## Vanjske poveznice
|  | Zajednički poslužitelj ima još gradiva o temi 741. |